# Ulrich Kutschera

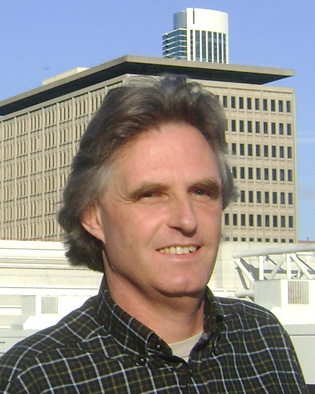
Ulrich Kutschera, 2010

Ulrich Kutschera (* 2. Februar 1955 in Freiburg im Breisgau) ist ein deutscher Evolutionsbiologe und Physiologe, der vor allem im Bereich der Pflanzen und Anneliden geforscht hat. Er war bis 2021 Professor am Institut für Biologie der Universität Kassel und arbeitete seit 2007 zusätzlich als Visiting Scientist in Palo Alto, Kalifornien, USA.
Ulrich Kutschera ist überzeugter Atheist und engagiert sich gegen den Einfluss des Kreationismus. Dies sowie insbesondere seine Äußerungen und Publikationen zu den Themen Gender Studies und gleichgeschlechtliche Ehe, seine Kritik an den Maßnahmen zur Eindämmung der COVID-19-Pandemie sowie seine Position zur durch den Menschen verursachten globalen Erwärmung und zum Klimawandel machten ihn auch außerhalb seiner akademischen Tätigkeit bekannt. 2018 wurde er Mitglied im Kuratorium der AfD-nahen Desiderius-Erasmus-Stiftung, die er nach eigenen Angaben drei Jahre später wieder verließ. Auf Grund von Äußerungen, in denen er Homosexuellen eine verstärkte Neigung zur Pädophilie nachsagte, wurde er 2020 gerichtlich belangt und in einem Verfahren über drei Instanzen letztlich freigesprochen.

## Leben
Ulrich Kutschera wurde als Sohn des Kunstmalers Alfred Kutschera und dessen Ehefrau Esther (geb. Geng) in Freiburg im Breisgau geboren. Er studierte von 1975 bis 1981 Biologie und Chemie an der Albert-Ludwigs-Universität Freiburg. Seine Diplomarbeit sowie seine ersten Publikationen auf dem Gebiet der Zoologie/Evolutionsforschung wurden von Günther Osche betreut. 1985 wurde er unter der Leitung von Peter Schopfer (Lehrstuhl Botanik, damaliger Inhaber Hans Mohr) mit einer pflanzenphysiologisch-biophysikalischen Dissertation zur Phytohormon-Wirkung promoviert (Gesamturteil: summa cum laude). Die erarbeiteten physiologischen Forschungsergebnisse wurden in fünf Fachartikeln im begutachteten Journal Planta veröffentlicht, sodass Kutschera 1986 mit dem Goedecke-Forschungspreis ausgezeichnet wurde.
Von 1985 bis 1988 war er zu einem Forschungsaufenthalt als Stipendiat der Alexander von Humboldt-Stiftung in den USA, an der Stanford University in Kalifornien (Department of Biological Sciences; Carnegie Institution) und an der Michigan State University (MSU-DOE Plant Research Laboratory). Während der beiden ersten Jahre arbeitete er als US-Postdoctoral Fellow und danach als Research Associate (mit Lehrauftrag). Ab 1988 war er wissenschaftlicher Mitarbeiter am Botanischen Institut der Rheinischen Friedrich-Wilhelms-Universität in Bonn. 1990 erfolgte seine Habilitation.
Kutschera wurde 1992 auf die C4-Professur für Pflanzenphysiologie an die Universität Kassel berufen (mit Zusatzvereinbarung, die Themenbereiche Biologiegeschichte, Wissenschaftstheorie und Evolution für Studienanfänger zu lehren). 1997/98 war Kutschera Dekan im Fachbereich Biologie/Chemie. 2001 wurde ihm zusätzlich das Lehrgebiet Evolutionsbiologie übertragen. Im Februar 2007 erfolgte nach Gastvorträgen in den USA (u. a. Invited Speaker, AAAS Annual Meeting in San Francisco) die Ernennung zum Visiting Professor bzw. Scientist (Carnegie Institution, Stanford, CA). Ende März 2021 trat er in den Ruhestand.
Kutschera war von 2004 bis 2016 Mitglied im Beirat der religionskritischen Giordano-Bruno-Stiftung zur Förderung des evolutionären Humanismus und ist Autor zahlreicher Lehrbücher.
Seit 2002 ist Kutschera Vorsitzender des Arbeitskreises (AK) Evolutionsbiologie. Dieser Zusammenschluss von Wissenschaftlern, die an Universitäten die Phylogenese der Organismen erforschen oder biologiehistorisch-wissenschaftstheoretisch arbeiten, wurde im Oktober 2002 mit Unterstützung von Ernst Mayr auf dem Biologentag in Potsdam gegründet. Die Vereinigung wurde im alten Biologenverband (vdbiol) als AK etabliert, seit 2003 in AG Evolutionsbiologie umbenannt, und ab November 2009 im neugegründeten Verband Biologie, Biowissenschaften und Biomedizin in Deutschland (VBIO) unter dem alten Namen neu aufgestellt. Bis 2010 war der AK als „Arbeitsgremium“ gelistet; 2011 wurde die Vereinigung unter der Rubrik „Wissenschaft & Gesellschaft/Thema: Evolution im VBiO“ weitergeführt. Nach Darstellung des VBIO gab es seit 2009 keine gemeinsamen Aktivitäten des VBIO mit der AK Evolutionsbiologie gegeben. 2017 wurde die Kooperation auch formal beendet. Seit April 2015 arbeitet der AK Evolutionsbiologie mit der Richard Dawkins Foundation for Reason & Science (RDF-Germany) zusammen. Dabei ist Kutschera als wissenschaftlicher Berater für die Richard Dawkins Foundation tätig.
2018 wurde Kutschera Mitglied im Kuratorium der AfD-nahen Desiderius-Erasmus-Stiftung, welches er 2021 wieder verließ.

## Wirken
Die Physiologie und Evolution verschiedener Organismen, d. h. Ringelwürmer (Anneliden), Wirbeltiere (z. B. Schlammspringer), Pflanzen, Bakterien und Myxomyceten stehen im Zentrum seiner Interessen.
Kutschera beschäftigt sich auf dem Gebiet der Symbioseforschung mit epiphytischen Bakterien als Phytosymbionten. Spezialthemen auf diesem Gebiet sind beispielsweise die Co-Evolution des Systems Bakterium-Pflanze oder die Wachstumsregulation über prokaryotische Epiphyten (Methylobakterien). Die Biophysik des pflanzlichen Zellwachstums und die Proteom-Analytik in Bezug zu verschiedenen Phytohormonen sowie die Funktion der Polymere bei der turgorgetriebenen Primärwand-Extension stellen einen weiteren Schwerpunkt dar, wobei neben der Entwicklungs- auch die Stoffwechselphysiologie (z. B. Photosynthese, Metabolic Scaling) bearbeitet wird (Kooperation U. K. mit Zhi-Yong Wang, Joseph A. Berry und Winslow. R. Briggs in Stanford, CA, USA, seit 2007).

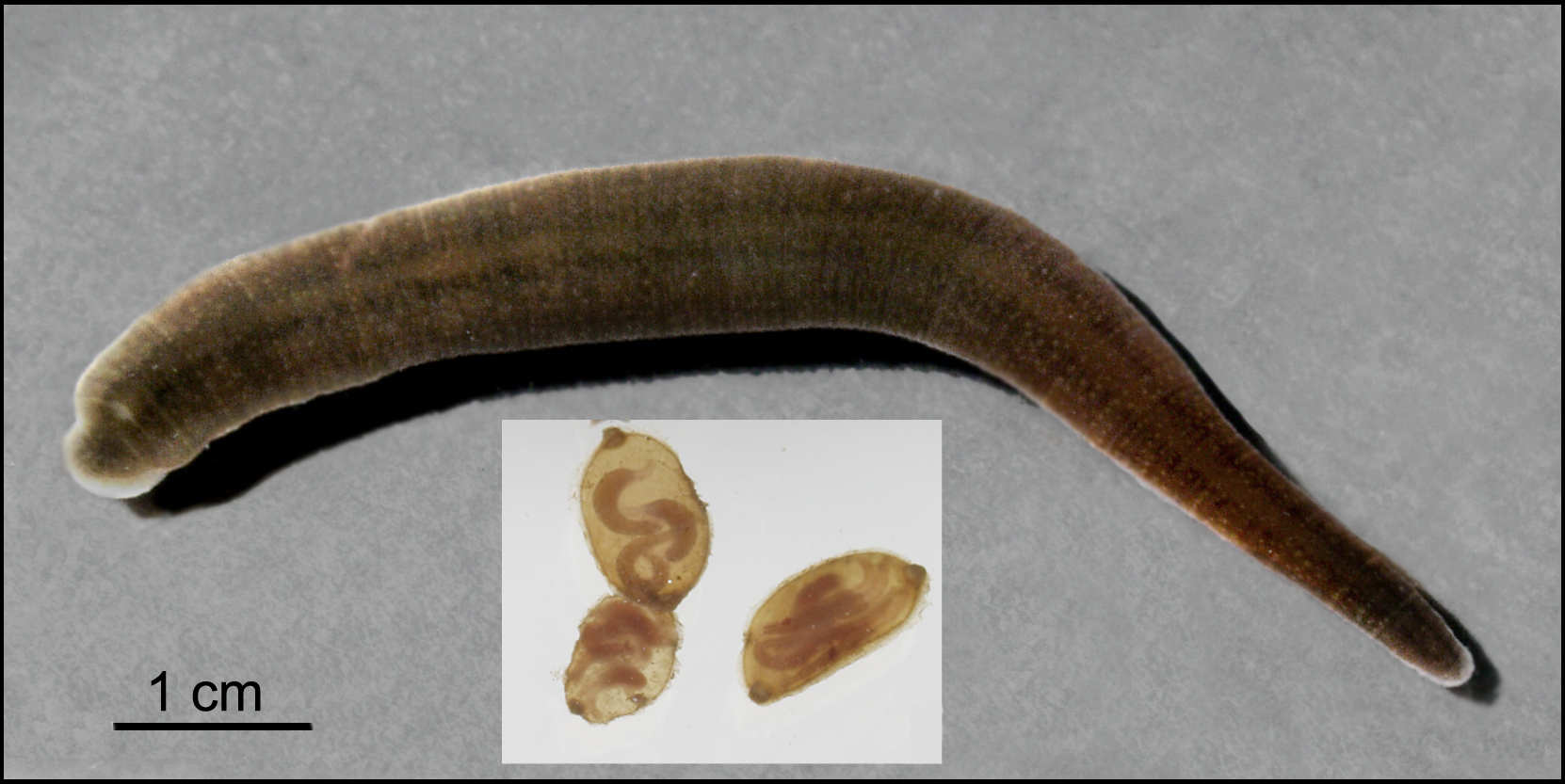
Freiburger Bächle-Egel (Trocheta intermedia Kutschera, 2010) mit Kokons

Kutschera forschte auf dem Gebiet der Phylogenese mehrzelliger Algen und Pflanzen sowie der Evolution, Systematik und Verhalten der Anneliden. Insbesondere bei der Klasse der Egel (Hirudinea) ist molekulare Phylogenetik und DNA-Barcoding eine wichtige Vertiefungsrichtung seiner Arbeit. Neben der phylogenetischen Analytik führte er in diesem Kontext auch zahlreiche ökologische Untersuchungen etwa zum Beuteverhalten der Egel durch und ist Entdecker und Erstbeschreiber mehrerer Arten, darunter des Europäischen Platt-Egels (Helobdella europaea), des Freiburger Bächle-Egels (Trocheta intermedia) und des im Golden Gate Park in San Francisco von ihm entdeckten Egels Helobdella californica.
Auf übergeordneter Ebene beschäftigt sich Kutschera mit Wissenschaftstheorie und Evolution, so etwa mit der Entwicklung der Theorie der biologischen Evolution zur Erweiterten Synthese und der Etablierung der Evolutionären Pflanzenphysiologie als Wissenschaftsdisziplin (Kooperation U. K. mit Karl J. Niklas, Cornell University, NY, USA, seit 2003). Weiterhin wurde von Kutschera die Evolutionsbiologie als Theoriensystem definiert und das Synade-Modell der Makroevolution formuliert – „Synade“ ist ein von Kutschera geprägtes Kunstwort für Symbiogenese, natürliche Selektion und dynamische Erde. 2013 wurde Kutschera in Anerkennung seiner „outstanding contributions to plant science“ zum Corresponding Member der Botanical Society of America (BSA) ernannt. 2014 wurde er Fellow der Linnean Society of London (F.L.S.). Im selben Jahr war Kutschera als Lecturer/wissenschaftlicher Projektplaner an der Chinese Academy of Agricultural Science (IPP-CAAS), Peking, China. Seit 2009 arbeitet er außerdem regelmäßig als Visiting Scientist an der University of California, Berkeley (Labor D.A. Weisblat). Ab 2015 ist er zudem als Gastwissenschaftler an den Universitäten Freiburg (Institut für Biologie II) und Jena tätig (Biologisch-Pharmazeutische Fakultät, Arbeitsgruppe Biologiedidaktik).
Seit 2015 bzw. 2016 ist Kutschera ehrenamtlich als Scientific Advisor bei zwei US-Forschungsunternehmen, den Stanford-Ausgründungen I-Cultiver, Inc. (Agriculture, Food, Health) in Livermore und der Systems Biology Group in Palo Alto, CA (USA), tätig.

### Engagement gegen Kreationismus
Kutschera engagiert sich öffentlich gegen den Kreationismus, den er unter anderem bei den Aktivitäten der evangelikalen Studiengemeinschaft Wort und Wissen (Sg W+W) und den von ihnen unterstützten Bekenntnisschulen sieht und kritisiert. Er bemühte sich um eine Kampagne gegen deren staatliche Förderung. Für ihn sind die Naturwissenschaften „per Definition atheistisch“.
Die Wissenschaftsjournalistin Manuela Lenzen schreibt in der FAZ, dass Kutscheras ständiger Kampf gegen die Kreationisten seinen Texten zwar einige Pointen verschaffe, jedoch einen „unangenehm aggressiven Unterton“ habe.

### Positionen zum Klimawandel
Kutschera bezeichnete die Proteste für Klimaschutz und die Schulstreiks für das Klima als „Klima-Hysterie“ und machte „Klima-Ideologen“ aus. Er akzeptiert, dass das Klima sich ändert und dass der Mensch durch Erhöhen des Kohlenstoffdioxid-Anteils und durch Abholzungen dazu beiträgt, und er befürwortet Aufforstungsprogramme und Solarenergie zur Lösung des Problems. Laut einer Recherche der HNA erweckte er aber durch seine „Spitzfindigkeiten“ den Eindruck, er zöge die Tatsache der Erderwärmung überhaupt in Zweifel und suggeriere entgegen dem Sachstand des Weltklimarats und fast aller Klimaforscher, es sei noch immer nicht geklärt, ob der Mensch zum Klimawandel beitrage. Den Klimawandel behandelt Kutschera auch in seinen Büchern Physiologie der Pflanzen und Klimawandel im Notstandsland.

### Kritik, Szientismus- und Biologismus-Vorwurf

#### Real- und „Verbalwissenschaften“
Kutschera unterscheidet Realwissenschaften von „Verbalwissenschaften“ und beruft sich dabei auf das Vorbild der angelsächsischen Differenzierung zwischen Sciences und Humanities. 2008 brachte er das Verhältnis von Geisteswissenschaften und Biologie im Laborjournal auf die Formel:

„Nichts in den Geisteswissenschaften ergibt einen Sinn außer im Lichte der Biologie.“

Der Ausspruch spielt an auf Theodosius Dobzhanskys Ausspruch: „Nichts in der Biologie ist sinnvoll, außer im Lichte der Evolution betrachtet.“ Mit seinem Streben nach einer „Einheit des Wissens“ auf der Basis der Biologie begibt sich Kutschera Alexander Kissler zufolge auf „erkennbar fremdes [Forschungs-]Gebiet“. Kissler bezeichnet Kutscheras Gegenüberstellung „Methodischer Naturalismus und geistlose Evolutionsforschung“, die er 2004 im Magazin Materialien und Informationen zur Zeit (MIZ) publizierte, als „autobiographische Bekenntnisschrift“ Kutscheras, die „den Geist unter Generalverdacht“ stelle. Kutscheras darin vertretene Positionen zu wissenschaftstheoretischen Fragen werden dem Szientismus zugeordnet.

#### „Darwinscher Feminismus“
2014 befasste sich Kutschera in verschiedenen Publikationen (u. a. auf der Correspondence-Seite von Nature) mit den Positionen des so genannten „Darwin’schen Feminismus“, die er als Fehlinterpretationen evolutionsbiologischer Befunde sieht. Ausgelöst wurde der Disput durch Diskussionen mit US-Vertreterinnen des „Darwinian Feminism“. Die Auseinandersetzung mit diesen Positionen führte im Zusammenhang mit Kutscheras Egel/Hermaphroditen-Sex-Studien zu seinem zunehmenden Interesse an der soziologischen Geschlechterforschung.

#### „Genderismuskritik“
Seit 2015 erregte Kutschera mit öffentlicher Kritik an der Genderforschung mediale Aufmerksamkeit. In einem Bericht zum AAAS-Kongress im kalifornischen San Jose, wo Kutschera als Invited Speaker auftrat, setzte er im April 2015 den „Genderismus in Europa“ mit dem (amerikanischen) Kreationismus in Beziehung. Der im Humanistischen Pressedienst (hpd) publizierte Artikel wurde nach einem Tag redaktionell zurückgezogen. Die FAZ nannte das eine Form von Zensur. Daraufhin veröffentlichte Kutschera seinen Beitrag im Internetforum medrum.
In einem im Cicero erschienenen Porträtbeitrag von Alexander Kissler fasste Kutschera seine Position zur „Gender-Ideologie“ zusammen. Im Februar 2016 veröffentlichte Kutschera das Buch Das Gender-Paradoxon, in dem er seine Kritik an der „Gender-Ideologie“ darlegt. Im Zentrum seiner Kritik steht neben der US-Philosophin Judith Butler der US-amerikanische Psychologe John Money (1921–2006), auf dessen Ideen das Gender-Mainstreaming beruhe und der durch sein Experiment mit einem Zwillingspärchen, bei dem bei einem der beiden Jungen die äußeren Geschlechtsorgane chirurgisch verändert wurden und die sich später beide das Leben nahmen, über Leichen gegangen sei. Seine überspitzte Wortwahl begründete er mit: „Sonst werden meine Argumente von den Gender-Gläubigen ignoriert!“ Auch dem rechten Compact-Magazin gab Kutschera zu dieser Thematik ein Interview, in dem er erklärte, dass sich der „Verdacht“ aufdränge, „dass diese Gender-Biopolitik zu einer leichteren Lenkbarkeit der betreffenden Menschen führen soll“.
Kutscheras Haltung zur Genderforschung führte im April 2016 dazu, dass ein geplanter Vortrag an der Philipps-Universität Marburg über die Grundlagen der Evolutionsbiologie für die Veranstaltungsreihe „Studium generale“ nicht zustande kam. Auf Veranlassung der Frauenbeauftragten der Universität hatte sich deren Präsidentin für eine Ausladung Kutscheras ausgesprochen. Laut Kutschera selbst kam er der Ausladung durch eine Absage zuvor, da er im Vorfeld erfahren habe, dass Studentenvertreter beabsichtigten, die Veranstaltung zu stören.
Der Fachbereichsrat der Marburger Fachschaft Biologie kritisierte die Begründung der Ausladungsempfehlung und äußerte seine Besorgnis darüber, dass die Universität Marburg „in der Öffentlichkeit unter den Verdacht der Zensur kritischer Positionen geraten ist“.
Im September 2016 fasste Kutschera seine im „Gender-Paradoxon“ dargelegte Position zusammen und zog die Schlussfolgerung: „Eine Humanwissenschaft ohne biologische Grundlage ist unsinnig.“

### Strafprozess mit Freispruch
Im Juli 2017 sprach sich Ulrich Kutschera in einem Interview mit dem Online-Magazin kath.net gegen die gleichgeschlechtliche Ehe aus und äußerte u. a.: „Sollte das Adoptionsrecht für Mann-Mann- bzw. Frau-Frau-Erotikvereinigungen kommen, sehe ich staatlich geförderte Pädophilie und schwersten Kindesmissbrauch auf uns zukommen.“
Zwei Homosexuelle, ein Arzt aus Berlin und ein Universitätsmitarbeiter, sowie der damalige Vorsitzende des AStA erstatteten daraufhin Strafanzeige gegen Kutschera.  Der AStA der Universität Kassel warf ihm in einem Statement homophobe Ansichten vor. Der hessische Wissenschaftsminister Boris Rhein nannte Kutscheras Thesen „abstrus“. Die Universitätsleitung verwies auf die Wissenschaftsfreiheit, distanzierte sich aber gleichzeitig von Kutscheras Äußerungen. Am 5. Juni 2019 erhob die Staatsanwaltschaft gegen Kutschera vor dem Amtsgericht Kassel Anklage wegen Volksverhetzung in Tateinheit mit Beleidigung und Verleumdung. Nachdem der Verteidiger von Kutschera 14 Beweisanträge gestellt hatte, wurde das Verfahren wegen Terminproblemen zunächst ausgesetzt. Am 3. August 2020 wurde Kutschera durch das Amtsgericht der Beleidigung Homosexueller für schuldig befunden, von den restlichen Vorwürfen freigesprochen und zu einer Geldstrafe von 60 Tagessätzen à 100 €, also insgesamt 6000 €, verurteilt. Gegen dieses Urteil legte er Berufung ein, die Strafsache ging in die nächste Instanz. Kutschera hatte das Verfahren zuvor als „Präzedenzfall der Abschaffung der Wissenschafts- und Meinungsfreiheit in diesem Land“ bezeichnet und angekündigt, den Fall falls nötig bis vor das Bundesverfassungsgericht zu tragen. Am 4. März 2021 wurde er von einer kleinen Strafkammer des Landgerichts Kassel freigesprochen. Da es sich bei den Äußerungen des Wissenschaftlers überwiegend um nicht dem Tatsachenbeweis zugängliche Meinungsäußerungen handele, lägen sie im Schutzbereich des Grundrechts der Meinungsfreiheit. Zwar habe Kutschera „befremdliche und verletzende [Äußerungen] verwendet“, die „sicherlich geschmacklos und unmenschlich“ seien. Die diffamierte Gruppe sei jedoch unüberschaubar groß, wodurch die herabsetzende Wirkung nicht auf die persönliche Ehre des einzelnen Angehörigen der Gruppe durchschlagen könne. Das Oberlandesgericht Frankfurt am Main bestätigte den Freispruch am 8. Februar 2022 in der Revision.

## Familie
Ulrich Kutschera hat aus zwei Beziehungen insgesamt fünf Kinder.

## Veröffentlichungen

### Fachartikel
Auswahl der ca. 320 wiss. Publikationen, Stand Juli 2020
- Plant-associated methylobacteria as co-evolved phytosymbionts. A hypothesis. In: Plant Signaling & Behavior, Band 2, Nr. 2, 2007, S. 74–78, doi:10.4161/psb.2.2.4073.
- From Darwinism to evolutionary biology. In: Science, Band 321, Nr. 5893, 2008, S. 1157–1158, doi:10.1126/science.321.5893.1157.
- Symbiogenesis, natural selection, and the dynamic Earth. In: Theory in Biosciences, Band 128, Nr. 3, 2009, S. 191–203, doi:10.1007/s12064-009-0065-0.
- mit Karl J. Niklas: The evolution of the land plant life cycle. In: New Phytologist, Band 185, Nr. 1, 2010, S. 27–41, doi:10.1111/j.1469-8137.2009.03054.x.
- From the scala naturae to the symbiogenetic and dynamic tree of life. In: Biology Direct, 6, 33, 2011, S. 1–20, doi:10.1186/1745-6150-6-33.
- mit Zhi-Yong Wang: Brassinosteroid action in flowering plants: a Darwinian perspective. In: Journal of Experimental Botany, Band 63, Nr. 10, 2012, S. 3511–3532, doi:10.1093/jxb/ers065.
- mit Winslow R. Briggs: Phototropic solar tracking in sunflower plants: an integrative perspective. In: Annals of Botany, Band 117, Nr. 1, 2016, S. 1–8, doi:10.1093/aob/mcv141.
- Systems biology of eukaryotic superorganisms and the holobiont concept. In: Theory in Biosciences, 2018. doi:10.1007/s12064-018-0265-6
- U. Kutschera, R. Pieruschka, S. Farmer, J. A. Berry: The Warburg-Effects: Basic metabolic processes with reference to cancer development and global photosynthesis. In: Plant Signaling & Behavior, Band 15, 2020, Nr. 7. doi:10.1080/15592324.2020.1776477

### Fachbücher
- Kurzes Lehrbuch der Pflanzenphysiologie. Quelle & Meyer Verlag, Wiesbaden 1995, ISBN 3-8252-1861-9.
- Grundpraktikum zur Pflanzenphysiologie. Quelle & Meyer Verlag, Wiesbaden 1998, ISBN 3-8252-2026-5.
- Evolutionsbiologie. Eine allgemeine Einführung. Parey Buchverlag, Berlin 2001, ISBN 3-8001-4567-7, ISBN 3-8263-3348-9.
- Prinzipien der Pflanzenphysiologie. 2. Auflage. Spektrum Verlag, Heidelberg 2002, ISBN 3-8274-1121-1.
- Streitpunkt Evolution. Darwinismus und Intelligentes Design. Lit-Verlag, Münster 2004, ISBN 3-8258-7286-6. (2. Auflage 2007)
- Kreationismus in Deutschland. Fakten und Analysen. LIT, Berlin/Münster 2007, ISBN 978-3-8258-9684-3.
- Evolutionsbiologie. 3. Auflage. Verlag Eugen Ulmer, Stuttgart 2008, ISBN 978-3-8252-8318-6.
- Tatsache Evolution. Was Darwin nicht wissen konnte. Deutscher Taschenbuch Verlag, München 2009, ISBN 978-3-423-24707-8. (2. Auflage 2010)
- Darwiniana Nova. Verborgene Kunstformen der Natur. Lit-Verlag, Berlin 2011, ISBN 978-3-643-10378-9.
- Design-Fehler in der Natur. Alfred Russel Wallace und die Gott-lose Evolution. Lit-Verlag, Berlin 2013, ISBN 978-3-643-12133-2.
- Evolutionsbiologie. Ursprung und Stammesentwicklung der Organismen. 4. Auflage. Verlag Eugen Ulmer, Stuttgart 2015, ISBN 978-3-8252-8623-1.
- Physiologie der Pflanzen. Sensible Gewächse in Aktion. LIT Verlag, Berlin 2019, ISBN 978-3-643-14226-9.

### Sachbücher
- Das Gender-Paradoxon. Mann und Frau als evolvierte Menschentypen (= Science and Religion. 13). LIT, Berlin 2016, ISBN 978-3-643-13297-0 (eingeschränkte Vorschau in der Google-Buchsuche). (2. Auflage 2018)
- Klimawandel im Notstandsland. Biologische Realitäten widerlegen Politische Utopien. Amazon Media, Luxemburg 2020, ISBN 979-8-6462-9925-4.
- Strafsache Sexualbiologie: Darwinische Wahrheiten zu Ehe und Kindeswohl vor Gericht. tredition, Hamburg 2021, ISBN 978-3-347-39967-9.
- Der Corona-Wahn: Schluss mit Virus-Angst, Ekel-Masken und Impf-Manie. tredition, Hamburg 2022, ISBN 978-3-347-74612-1.

### Als Mitherausgeber
Kutschera ist Mitherausgeber (Associated Editor bzw. Editorial Board member) folgender internationaler Fachjournale: Theory in Biosciences, Evolution, Education & Outreach, Annals of the History and Philosophy of Biology, Journal of Applied Botany, Lauterbornia, Plant Signaling & Behavior und Journal of Marine Science: Research & Development.